# Mierzyn (Police)
Pour les articles homonymes, voir Mierzyn.
Mierzyn (Mierzęcino, en allemand Möhringen) est un village de la voïvodie de Poméranie occidentale, dans le powiat de Police, Gmina de Dobra, en Pologne.
- Église à Kołbaskowo (XIIIe siècle)

## Histoire
Jusqu'en 1945, le village de Möhringen fait partie de l'arrondissement de Randow (de) dans le district de Stettin de la province de Poméranie.

## Villes importantes proches
- Police (Pologne)
- Szczecin